# 10 Anos (álbum de Complexo J)
10 Anos é uma coletânea musical da banda brasileira de rock cristão Complexo J, lançado em meados de 2001 de forma independente.
O álbum, no geral contém os maiores sucessos do grupo de outros álbuns, sejam em versões originais, ou com novos arranjos instrumentais.
| Críticas profissionais | Críticas profissionais |
| Avaliações da crítica  | Avaliações da crítica  |
| Fonte                  | Avaliação              |
| ---------------------- | ---------------------- |
| O Propagador           | [ 4 ]                  |

## Faixas
1. "Sempre te vejo"
2. "Quarta e Domingo (Eu Quero Bem Mais)"
3. "Doce presença"
4. "Se tu amas"
5. "Fonte de luz"
6. "Ressuscitou"
7. "Ieoah (moça bela)"
8. "Choro na natureza"
9. "Com Jesus"
10. "Só Deus sabe"
11. "Nunca vi"
12. "Conversão"
13. "Sábado quente"
14. "Solidão"